# Dead Rising 3
Dead Rising 3 es un videojuego de terror y de acción-aventura de mundo abierto desarrollado por Capcom Vancouver y publicado por Microsoft Studios. El juego fue lanzado como un título de lanzamiento para la plataforma Xbox One el 22 de noviembre de 2013; un puerto de Microsoft Windows publicado por Capcom fue lanzado el 5 de septiembre de 2014.

## Jugabilidad
Siguiendo los pasos de entregas anteriores, los jugadores controlan al nuevo protagonista Nick Ramos en tercera persona. El objetivo principal de los jugadores es buscar suministros y armas para luchar contra muchos muertos vivientes y completar misiones. Dead Rising 3 está ambientado en un vasto entorno de mundo abierto que es mucho más grande que los mundos de Dead Rising y Dead Rising 2 combinados. El juego puede representar tres veces más zombis en pantalla a la vez que su predecesor. Los jugadores pueden guardar su progreso en cualquier lugar, en lugar de limitarlo a los baños. El juego incluye un "Modo Pesadilla" para aquellos que prefieran el límite de tiempo tradicional y las opciones de guardado. El juego no tiene tiempos de carga.
Dead Rising 3 amplía el sistema de creación introducido en Dead Rising 2. Los jugadores conservan la capacidad de crear "armas combinadas", pero sin la necesidad de una mesa de trabajo, lo que les permite crear armas sobre la marcha. Dead Rising 3 también permite a los jugadores crear "vehículos combinados", como combinar una motocicleta y una apisonadora para formar un "RollerHawg". Cada vehículo combinado incluye dos asientos y un ataque azul secundario para respaldar el juego cooperativo. Conducir vehículos es parte de la exploración, mientras los jugadores navegan por la ciudad de Los Perdidos. Los jugadores pueden descubrir y desbloquear planos para nuevas armas y vehículos combinados.
Dead Rising 3 utiliza Kinect y Xbox SmartGlass. La función Kinect opcional ofrece a los zombis un cierto nivel de conciencia situacional. Los ruidos fuertes del jugador podrían provocar una avalancha de zombis; sin embargo, el jugador también puede usar la habilidad de gritarles a los zombis a través del Kinect para distraerlos. La sensibilidad del micrófono está ajustada a "un umbral que tiene sentido", por lo que atraer zombis se sentirá como una decisión intencional. La función Xbox SmartGlass, que también es opcional, se puede utilizar para localizar artículos específicos, encontrar escaparates abandonados y establecer puntos de referencia para los objetivos de la misión. También proporciona a los jugadores misiones exclusivas que desbloquean aplicaciones dentro del SmartGlass, dándoles la posibilidad de solicitar ataques aéreos, apoyo con drones o bengalas en toda el área para defenderse o llamar la atención de los no-muertos.

## Argumento
Dead Rising 3 tiene lugar en 2021, 10 años después de los eventos del brote de Fortune City y 15 años después del brote de Willamette. La historia sigue a un joven mecánico llamado Nick Ramos y su intento de sobrevivir a un brote masivo de zombis en la ciudad ficticia de Los Perdidos, California. El juego comienza tres días después del brote inicial. Después regresar de una búsqueda fallida de suministros, Nick se reúne con otros sobrevivientes en un restaurante, incluyendo a su jefa Rhonda, una chica llamada Annie, un camionero llamado Dick, un hombre llamado Peter y su madre. Después de que los zombis irrumpen en el restaurante y matan a Peter y su madre, Annie corre de regreso a su propio grupo de sobrevivientes. Nick y los demás llegan al taller de automóviles de Rhonda y se enteran de que el gobierno va a bombardear la ciudad en seis días para detener el brote. El grupo conduce a un puesto de control militar, solo para encontrar a todos allí muertos y ser emboscados por una pandilla de motociclistas renegados.
Después que derrotar a los motociclistas, nec se reúne con su viejo amigo Diego, que ahora es soldado, y aprende de él que hay un avión en el antiguo museo de la ciudad que se puede arreglar y usar para escapar de la ciudad antes de que sea destruida. Sin embargo, antes de comenzar a trabajar en el avión, Nick es mordido por un zombi y se dirige al crematorio de la ciudad para buscar Zombrex, encontrándose con un hombre llamado Gary en el camino, qué está buscando a cierta chica bajo las órdenes de su jefe. Incapaz de encontrar ningún Zombrex, nec pierde toda esperanza hasta que Gary se da cuenta de que su herida se ha curado, revelando que de alguna manera es inmune a girar. Al darse cuenta de que la chica que Gary está buscando es en realidad Annie, Nick acepta ayudarlo a recuperarla a cambio de combustible para el avión. Nick luego la rastrea, pero no logra convencerla de que vaya con él. El líder de su grupo, Red, le dice a Nick que los militares de hecho no están evacuando a los sobrevivientes, sino matándolos, y Nick acepta ayudarlos a cambio del combustible que necesita. Después de recuperar algunas pruebas de los crímenes de los militares, Nick se entera por Red que todos sus amigos, incluida Annie, fueron capturados por ellos.
Mientras se infiltra en un campamento militar para rescatar a los cautivos, Nick se entera de que los funcionarios del gobierno, el general Hemlock y Marion Mallon, son responsables del brote y los ve a convertir al presidente de los Estados Unidos en un zombi para asumir el control total del gobierno. Después de rescatar a los cautivos, Nick se entera de que el gobierno está ofreciendo 5 millones de dólares como recompensa para cualquiera que capture a ciertos individuos con números tatuados en el cuello, como él y Diego. Habiendo finalmente obteniendo El combustible de Red, Nick regresa a Rhonda y Dick solo para descubrir que un trastornado Diego ha huido. Nick se enfrenta él en el museo y lo hace volver a sus sentidos. Después de recuperar piezas para el avión, Nick se entera por Rhonda de que no va con ellas porque quiere quedarse e intentar reconciliarse con su ex marido. Nick luego se va para reunir a los otros sobrevivientes, pero él y Diego son capturados por los militares. Nick despierta en una habitación, restringido junto a Diego, quién es asesinado frente a él, y los cientos de avispas y larvas parásitas que pululan fuera de su cuerpo crean una confusión que le permite escapar, encontrándose con Isabella Keyes en el camino, quien revela que él es el que los militares están buscando debido a su inmunidad. Después de sobrevivir a un ataque de Mallon, Nick descubre que Kerry había capturado a Annie y se niega a dejarla ir. Sin embargo, al enterarse de que Kerry es en realidad el ex marido de Rhonda, Nick hace que los dos se reúnan para rescatarla.
Una vez reunido con los demás, mix se entera por Isabela que él, Diego y otros huérfanos nacidos de soldados estadounidenses estacionados en Santa Cabeza fueron experimentados por su hermano Carlito para convertirse en armas biológicas vivas, con cada uno de ellos portando el parásito. Sin embargo, Nick es inmune a ella, y debe salir de la ciudad con vida para tener una cura desarrollada. Interesado en la recompensa para Nick, Red se vuelve contra el grupo y lucha contra él. Después de que Red es asesinado, Nick usa un transceptor, y fingiendo ser un agente militar, le dice a Hemlock que necesitan más tiempo para aprehenderlo. El general está de acuerdo, extendido el tiempo antes del despliegue de la bomba por un día adicional. Nick y Annie terminan besándose. Poco después, Chuck Greene llega con Rhonda y Gary, revelando que Annie es en realidad su hija Katey y que Gary estaba trabajando para él. Chuck había recorrido a una vida de crimen para proporcionar Zombrex para su hija, pero esto llevó a su hija a huir de casa. Chuck y Annie se reconcilian. Gary y Rhonda se ofrecen como voluntarios para quedarse y ayudar a rescatar a los sobrevivientes restantes antes de abandonar la ciudad.
Cuando Nick está a punto de despegar con los demás, escucha en la radio de Hemlock está planeando crear un arma biológica con los zombis. Nick y Chuck deciden unirse para detener el plan de Hemlock antes de escapar. Después de que Hemlock mata a Mallon al enojarse por su falta de respeto, procede con la extracción de zombis rey de la ciudad, pero Nick y Chuck lo detienen. El general es finalmente asesinado en una confrontación con Nick, quien escapa de la ciudad con los demás, lo lleva a la creación y distribución de una cura para la infección zombi. Después de los créditos, se revela que Isabella fue la verdadera responsable del brote, convenciendo a Mallon para que lo comienza para que se revelara el portador de la inmunidad, y convirtiéndose con éxito en la creadora de la cura mientras limpiaba su apellido de los crímenes de Carlito en Willamette. De vuelta en el presente, Isabella destruye algunas pruebas que la incriminan y abandona la ciudad con los demás.

### Finales alternativos
Al igual que los juegos anteriores, Dead Rising 3 tiene múltiples finales,a diferencia de títulos pasados los finales se basan en las decisiones tomadas por el jugador a través del juego y no en el tiempo.
- Final C (Matar a Gary en el club en lugar de encontrar Rhonda).

- Final D (Escapar de la estación de metro, pero ir directamente al avión en lugar del club donde Annie es rehén).

- Final F (No completar la historia al final del séptimo día).

- Final alternativo de "Horas extra" (No pare la cosecha de Hemlock de los zombis mutantes).

## Desarrollo
En 2010, antes del lanzamiento de Dead Rising 2, Keiji Inafune, el productor de la serie Dead Rising, había especulado sobre la posibilidad de una secuela durante una entrevista, afirmado que "no vamos a empezar hablar de DR3 hasta que veamos las ventas de DR2, ¡desafortunadamente esa es la naturaleza del juego! Sin embargo, la experiencia con Blue Castle fue muy positiva, y si tenemos la oportunidad me gustaría volver a trabajar con ellos". Con el éxito de Dead Rising 2, el director de operaciones de Capcom, David Reese, afirmó que Dead Rising 3 probablemente continuará la narrativa de su predecesor. Reese también declaró que más contenido digital, similar a Case Zero y Case West, también era plausible, y ayudaría a cerrar la brecha entre Dead Rising 2 y Dead Rising 3. Klayton de Celldweller está componiendo música para el juego. El juego fue anunciado oficialmente durante la conferencia de prensa de Microsoft en el E3 2013. Se reveló que el juego originalmente se estaba desarrollando con PC de gama alta en mente para que el equipo pudiera realizar su visión ampliada de la serie, antes de que Microsoft ofreciera asociarse con ellos para que se convirtiera en un lanzamiento exclusivo de Xbox One. El 10 de octubre de 2013, se anunció que Dead Rising 3 no fue aprobado por la junta de calificación de Alemania y no sería lanzado allí. El 5 de junio de 2014, se anunció Dead Rising 3 dejaría Xbox One como exclusiva, y se lanzaría en PC con más detalles en el E3 2014.
La versión para PC, que fue lanzada el 5 de septiembre de 2014, ha sido objeto de cierta controversia después de que se revelaría durante una transmisión en Twitch del juego que estaría bloqueada a 30 fotogramas por segundo. Capcom ha revelado que la opción de desbloquear la velocidad de fotogramas estaría disponible, sin embargo, no podían garantizar que el juego funcionaría sin problemas o con suficiente estabilidad. El 16 de junio, un desarrollador de Dead Rising 3 reveló en los foros de Steam que destapar la velocidad de fotogramas no que causaría daños al juego. Realizó sus pruebas en tres PC diferentes.

## Banda Sonora
La banda sonora de Dead Rising 3 se lanzó a través de Sumthing Else Music Works el 19 de noviembre de 2013, 3 días antes del lanzamiento del juego. La banda sonora contó con varios artistas, entre ellos: Celldweller, Oleksa Lozowchuk, Sascha Dikiciyan, Traz Damji, Brian Reitzell, Dave Genn, Ashtar Command, GIBS, Andrew Kalmbach, Jeremy Soule y Julian Soule. La edición estándar contiene 40 canciones, mientras que la versión exclusiva de Sumthing.com contiene 99 canciones.

## Contenido descargable
Hay 5 contenidos descargables, los primeros 4 son conocidos como Historias No Contadas de Los Perdidos. Cada uno se centra en explorar el brote zombi en Los Perdidos representado en la historia principal, a través del punto de vista de un sobreviviente diferente, a quien Nick conoció durante la historia principal. El jugador controla a esos supervivientes en lugar de a Nick. La quinta expansión es Super Ultra Dead Rising 3′ Arcade Remix Hyper Edition EX Plus Alpha, que no es canónica, y se centra en la acción beat'em up.

### Operation Broken Eagle
La historia de Adam Kane, un comandante de Las Fuerzas Especiales con la misión de capturar al presidente. Es un psicópata, a quien Nick mata en la historia principal.

### Fallen Angel
La historia de Ángel Quijano, un sobreviviente infectado ilegalmente. Se la ve en la historia principal como parte del grupo de supervivientes de Annie.

### Chaos Rising
La historia de Hunter Thibodeaux, un motociclista que busca vengarse de las personas que lo encarcelaron. Es un psicópata, a quien Nick mata usando un cóctel molotov en la historia principal.

### The Last Agent
La historia de Brad Park, un agente de la ZDC que busca la verdad sobre el brote.

### Super Ultra Dead Rising 3’ Arcade Remix Hyper Edition EX Plus Alpha
Cuenta con un modo cooperativo para cuatro jugadores, los jugadores pueden controlar a Frank West, Chuck Greene, Katey Greene y Nick Ramos. También presenta trajes exclusivos que sirven como homenaje a otras franquicias de Capcom. El nombre es una referencia humorística a las distintas expansiones de la serie Street Fighter.

## Recepción
Dead Rising 3 recibió críticas "generalmente positivas", según el agregador de reseñas Metacritic. GameSpot le dio un 7/10 y dijo que "Capcom ha logrado hacer que Dead Rising 3 una experiencia más acogedora que sus duros predecesores". Si bien GameSpot elogió la tontería y el valor de repetición, criticó la variedad mínima y los problemas técnicos. IGN le dio al juego un 8,3/10, diciendo que "Dead Rising 3 ofrece muertos vivientes y excelentes herramientas para matarlos a montones". Si bien disfrutaron de la cantidad de zombis en la pantalla y del modo cooperativo, criticaron los problemas de rendimiento y el relleno. Jake Valentine de GameZone le dio un 7/10, diciendo que "Dead Rising 3 es un juego esquizofrénico. La historia es un completo desastre y la dificultad tiene una tendencia a aumentar de vez en cuando, sin embargo, la jugabilidad es más que agradable y es una maravilla explorar el sandbox del juego".
Durante la 17.ª edición anual de D.I.C.E. Awards, la Academia de Artes y Ciencias Interactivas nominó a Dead Rising 3 como "Juego de acción del año".
El 22 de enero de 2014, Capcom anunció que el juego había vendido un millón de copias. Para el 31 de marzo de 2014, el juego había vendido 1,2 millones de copias, estableciendo un nuevo récord como el juego de Xbox One más vendido de todos los tiempos. Fue el segundo juego de Capcom después de Monster Hunter Portable 3rd en convertirse en el juego más vendido en la consola de videojuegos. Al 30 de junio de 2024, la versión de Xbox One había vendido 3,60 millones de copias en todo el mundo,  mientras que el puerto de PC vendió 1,20 millones de copias adicionales, lo que suma un total de 4,80 millones de copias en todo el mundo.

## Secuela
En la conferencia de prensa de Microsoft en el E3 2016, se anunció Dead Rising 4 para Windows 10 y Xbox One. El juego presenta el regreso de Frank West y un escenario con temática navideña. El título fue lanzado el 6 de diciembre de 2016.